# 干拓
干拓（かんたく）とは遠浅の海や干潟、水深の浅い湖沼やその浅瀬を仕切り、その場の水を抜き取ったり干上がらせるなどして陸地にすること。主に農地として開拓や干拓防災する時に用いられる。干拓された土地を干拓地（蘭: polder）と呼ぶ。
水域に土砂や廃棄物等を投入して土地を造成する埋立とは異なる。
方法として、まず、干拓堤防（潮受け堤防、潮受堤防）で水域を仕切り、堤防の随所に水門を設ける。その上で動力によって強制的に仕切内の水を排水し干上がらせる。または海の場合、潮の干満を利用する方法も取られる。干潮時に水門を開き海水を排し、満潮時には水門を閉じて干上がらせる。
こうしてできた土地は海面よりも低くなることが多く、塩分を含んだ土地であるため、農地化する際には、塩分とともに水を排水する設備を作る必要がある。また地盤も軟弱であるため、宅地としては適していない。

## 干拓による環境破壊
干拓される対象となる水域の大抵は既に生態系が形成されている個所である。そこを陸地化させてしまうことは、元々あった生態系を破壊してしまうことであり、しばしば自然破壊の1つとして問題視されるのである。特に、諫早湾干拓事業のような大規模事業の場合、その影響が干拓地だけでなく、周辺の水域にも及ぶことがある（同事業の場合、1997年4月に湾の西半分を潮受け堤防で閉め切ったことが、有明海全体に甚大な漁業被害をもたらす原因となったと言われたほどである）。

## オランダ
オランダの歴史は、俗に「世界は神が作ったが、オランダはオランダ人が作った」と言われるように干拓地（ポルダー）と切り離せない。
オランダでは海岸沿いに広がる湿地や泥炭地や干潟を埋め立てて土地を広げてきた歴史がある。オランダ最古の堤防はローマ帝国時代に遡り、初期の干拓は11世紀から13世紀の間に始まった。海や湖を干上げる近代的な干拓の始まりは、1612年のベームスター干拓地であった。以来オランダでは堤防に囲まれ風車・排水路・水門で雨水や地下水を排水する干拓地が広がった。
また水管理委員会（オランダ語: waterschap、英語: water board）の長として、干拓地の周りの堤防を維持管理する「dijkgraaf」（英語では「dike-warden」）の役職が置かれた。この職は土地の存続や住民の生死に関わるものだったため、堤防維持のために人々を徴発する強力な権限があった。もっとも堤防の保全という作業はあらゆる階層の干拓地住民の協力が不可欠なため、オランダには階層を超えた協力や話し合いを重視する気風が生まれた。労使協調やワークシェアリングなどを特徴とするオランダ独特の政治・経済システムも「ポルダーモデル」の名で呼ばれる。
オランダの干拓手法はヨーロッパ、さらに世界各地にも影響を与えた。日本の干拓も、明治以降はオランダの強い影響を受けている。

## 日本の干拓

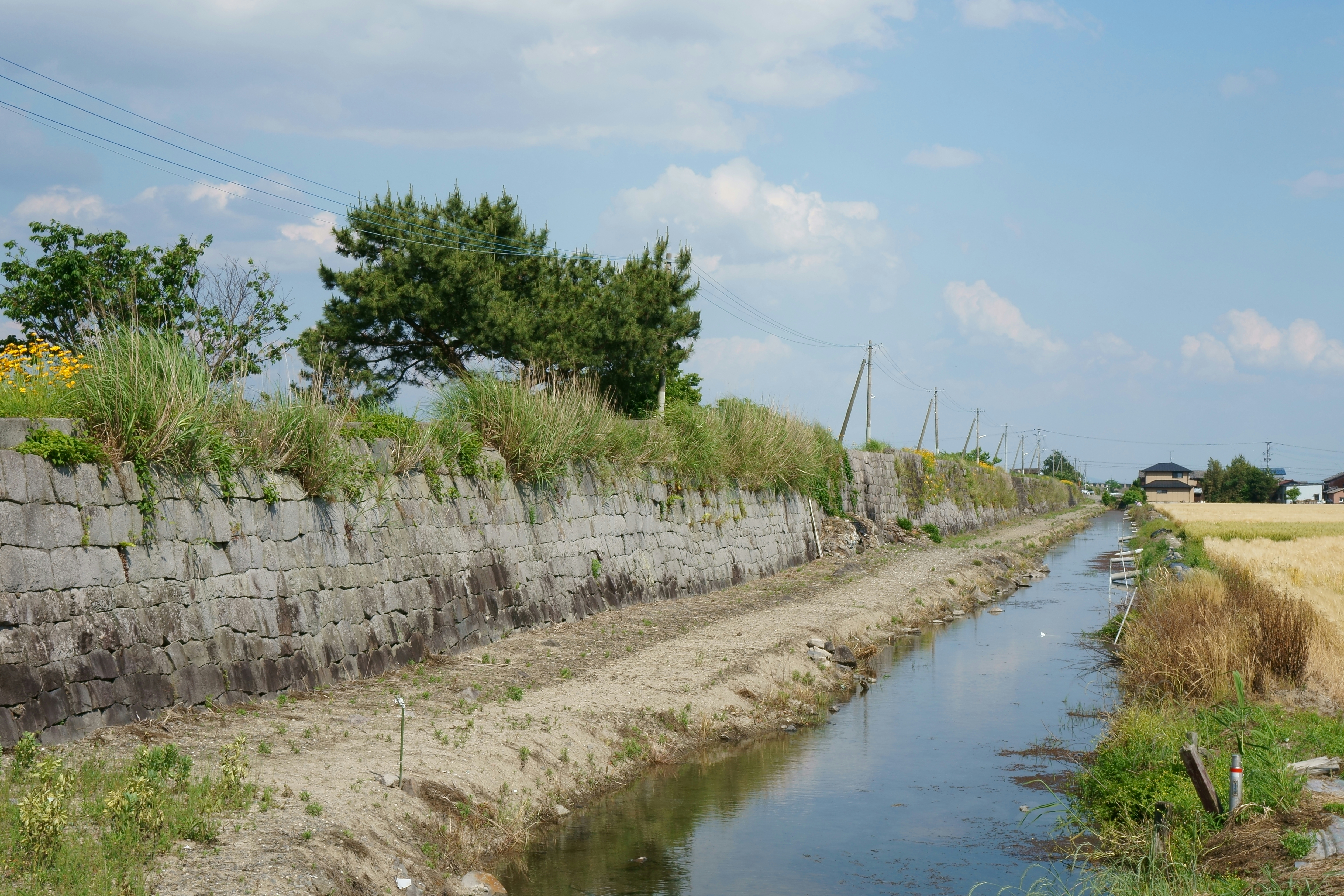
有明海（筑紫平野）の石積み干拓堤防

ここでは日本で最も規模が大きい有明海の干拓を例にとる。
有明海沿岸での干拓は室町時代頃に始まったと考えられている。泥質干潟である有明海湾奥部では泥の堆積により年間平均10m程度（標高にして2mm程度）の自然陸化が継続するが、ひとたび陸化して干上がった地域には泥が堆積しないため低地が広がり洪水や高潮に弱く、泥質土に顕著な圧密沈下により逆に沈下してゆくこと、また干潟の方も台風の波浪や高潮などによって堆積した泥が簡単に流されていってしまうという特徴があった。そのため、陸化を促進する目的とともに陸化した地域を水害から守る目的などで干拓が行われるようになった。
具体的には、沿岸の干潟に松の丸太を間隔をあけて打ち込んでその間に竹や藁などを敷き詰めてうろこ状に干潟を囲い込んで海水の出入り口を狭くし、泥の堆積を数年間促進させる。堆積が進んだら、干潮時を狙って土居（堤防）を築き閉め切る。この方式を「柴搦」といい、干拓堤防は松の丸太を基礎としたものが多かったことから「松土居」と呼ばれた。江戸時代の前までは規模の小さい「籠」と呼ばれる干拓が多かったが、江戸時代に入ると本格的な土居を築くような組織的な干拓が主流となり、藩主導の事業や「村受け」と呼ばれる農一体で取り組む事業が行われたが、干拓できる地域が限られ大きな労力を必要とするようになってきたため次第に下火となった。江戸時代以降の干拓地は「搦」「開」と呼ばれ、現在の地名にも残っている。
明治に入ると資金力のある有力者が出資する組合方式の干拓が始まり、再び活発となった。しかし、拡大が進むにつれて水深の深い干潟を干拓せざるを得なくなり、資金のある村営、県営、そして国営と規模を拡大していった。このころには、岩を基礎とした堤防を作り広範囲の干潟を干上がらせ自然陸化を待たない、オランダのような方式が主流となった。そして、堤防も堅牢化・コンクリート化が進み大規模化していった。1957年（昭和32年）に始まった八郎潟の干拓事業はその規模（17200ha）において国内最大であった。1968年（昭和43年）に有明海の干拓がほぼすべて完工し、その後行われたのは笠岡湾干拓と諫早湾干拓のみである。

## 干拓地の例

### ブラジル
- パライバ渓谷（英語版、ポルトガル語版） - サンパウロ州・リオデジャネイロ州

### バングラデシュ
バングラデシュには139の干拓地があり、うち49が海に面している。干拓地の多くがガンジス川・ブラマプトラ川・メグナ川およびその派川のデルタ地帯に位置している。1960年代に海岸を高潮や熱帯低気圧から防護するために作られたもので、一部は農地としても使われている。

### 中国
江南地方の長江デルタでは10世紀から13世紀に干拓が進められた。

### オランダ
- アフテルミール（英語版、オランダ語版） - 1533年、スペイン国王カルロス1世(神聖ローマ帝国カール5世)の時代に干拓が進められたオランダ最古の干拓地。
- アルブラセルワールト（英語版、オランダ語版） - 世界遺産キンデルダイク＝エルスハウトの風車網がある。
- アルクマール
- アンダイク（英語版、オランダ語版）
- アンナ・パウロヴナ干拓地
- ベームスター干拓地 - 世界遺産、1617年竣工
- ビールメルメール
- フレヴォラント州 - 世界最大の人工島、1968年竣工
- フラフェスロート
- ハーレマーメール, アムステルダム・スキポール空港が所在
- nl:Krimpenerwaard
- nl:Lauwersmeer
- マステンブルク（英語版、オランダ語版） - 最古の干拓地とも、1363年-1364年干拓[9][10]。
- アフシュライトダイク 干拓事業
- 北東ポルダー （595.43 km2）
- nl:Prins Alexanderpolder
- nl:Purmer
- nl:Schermer
- nl:Watergraafsmeer
- nl:Wieringermeer
- nl:Wieringerwaard
- nl:Wijdewormer
- Zestienhoven - ロッテルダム空港が所在
- nl:Zuidplaspolder - デンマーク・ラメフィヨルデン（英語版、デンマーク語版）と並んでヨーロッパ海抜最低地点とされる。

### 韓国
- セマングム - 韓国南部の広大な干潟

### 日本
- 宮城県
  - 品井沼干拓事業 - 鹿島台村（現大崎市）、松島町
  - 万石浦仙台藩干拓
- 秋田県
  - 八郎潟干拓 - 国内最大（172.03 km2）
  - 象潟干拓事業による水田開発
- 茨城県
  - 霞ヶ浦の歴史#干拓
  - 砂沼干拓
  - 千波湖干拓
- 埼玉県
  - 二郷半沼干拓 - 大場川
  - 鴻沼干拓 - 高沼用水路、現在は宅地化
  - 見沼干拓 - 見沼代用水入江新田干拓
  - 柴山沼干拓/埼玉県営圃場整備
  - 吉川市川野付近の干拓地
  - 小針沼干拓工事 - 若王子古墳群・八幡山古墳の盛土を使用
  - 伊佐沼干拓
- 千葉県
  - 手賀沼干拓
  - 印旛沼干拓
  - 椿海干拓新田
  - 鳥喰沼干拓
  - 長沼干拓 - 長沼城
- 東京都
  - 墨田区（旧東京市本所区）、江東区（小名木川以北の大部分）、江戸川区（新川付近）
    - 石島十万坪 - 江戸時代の干拓による

  - 麻布十番湿地帯干拓
  - 羽田運動場（羽田沖合干拓地のうちの1万坪）
- 神奈川県
  - 大師河原干拓
  - 金沢八景内川入江干拓（泥亀）
- 新潟県
  - 福島潟国営干拓事業
  - 潟東村鎧潟干拓
  - 紫雲寺町紫雲寺潟干拓
  - 八丁沖古戦場パーク・富島干拓地
  - 福島潟北畔干拓地「水の公園福島潟」整備事業（新潟県と豊栄市（当時））
  - 鳥屋野潟周辺小規模湖沼干拓
  - 新発田藩新田開発
- 富山県
  - 放生津潟干拓
- 石川県
  - 河北潟#埋め立てと干拓
  - 加賀三湖（今江潟、柴山潟）
  - 邑知潟干拓
- 静岡県
  - 牛臥山干拓
- 愛知県
  - 一色町矢作川三角州干拓地（現・西尾市）
  - 鍋田干拓地 - 鍋田村（後に弥富町、現在は弥富市）愛知県弥富野鳥園
  - 十四山村葦山十四カ所干拓
  - 南陽町新田 - 大半は江戸時代に伊勢湾を干拓したもの
  - 海部郡飛島新田（現在の飛島村）干拓
  - 半田池干拓新田
  - 刈谷市沖積平野部新田
  - 幸田町菱池干拓水田
  - 六条潟干拓地（愛知県豊橋市の豊川河口の干潟の干拓[11]）は、江戸時代から明治に干拓された新田で、青木新田（1693）、青竹新田（1770）、梅村新田（1704）、老松新田（不明）、茅野新田（1697）、茅場新田（不明）、加藤新田（1696）、清洲新田（1663）、下野新田（1703）、中富士見新田(1821)、中村新田（1707）、西浦新田（不明）、西富士見新田(1821)、高須新田（1665）、津野新田（不明）、土倉新田（1665）、富田新田（1661~73頃）、浜新田（不明）、東富士見新田(1821)、藤井新田（1704）、牧新田（1698）、松島新田（1667）、元屋敷新田（不明）、薮下新田（1667）、山内新田（1731）、毛利新田（1890に完成するも1892崩壊）、吉前新田（1894）、神野新田（毛利新田を引継ぎ1896）がある。なお、神野金之助が開拓した神野新田は、面積が1,100haと神野新田以外の全新田の面積に匹敵するほど大きい。個人資産で1,000haを超える干拓地開発・所有は、全国で見ても藤田伝三郎の岡山県児島干拓地の藤田農場と2つだけと思われる。
- 三重県・愛知県
  - 木曽岬干拓地 - 木曽川河口にある干拓地。三重県木曽岬町、桑名市、愛知県
- 滋賀県
  - 琵琶湖内湖干拓
    - 大中湖干拓
    - 入江干拓 - 旧入江内湖。米原市入江にある干拓地帯
- 京都府
  - 巨椋池干拓地 - 現在は農地と住宅街になっている。久御山町町域は全体的に、巨椋池を干拓した平地
  - 亀岡市渓谷干拓
- 大阪府
  - 寝屋川東大阪市内「鴻池新田」
  - 河内湖新田干拓
  - 大阪平野草香江干拓
- 鳥取県
  - 東郷池干拓 - 花見村（現・湯梨浜町）
  - 湯山池干拓
- 鳥取県・島根県
  - 中海#干拓・淡水化事業 - 2002年中止。松江市八束町江島字北新田、米子市の中海干拓事業彦名工区、米子水鳥公園
- 岡山県
  - 児島半島児島湖児島湾干拓 - 岡山平野。江戸時代から明治時代にかけて干拓事業が進められる。早島町南部から倉敷市中東部にかけて岡山藩、さらに明治時代以降、藤田伝三郎#児島湾干拓事業（岡南-藤田財閥児島湾干拓第3・5区周辺、藤田 (岡山市)、茶屋町）
    - 南区 (岡山市) - 江戸時代から昭和30年代にかけて造成された干拓地
    - 沖新田 幸島新田干拓 - 津田永忠が造成
    - 早島町

  - 福田町福田新田（現在の倉敷市福田町古新田）干潟干拓工事
  - 連島町干拓事業 - 倉敷市
  - 玉島中部干拓地築上町 - 倉敷市
  - 寄島町県営農業干拓 - 水島諸島の寄島が昭和期の干拓により陸続きになり、寄島半島となる
  - 笠岡吉浜・白石島 - 江戸時代初期の備後福山藩による干拓事業
  - 笠岡湾干拓地 -国営事業 大島 (笠岡市)、神島 (笠岡市)
  - 今立川下流部干拓 - 笠岡市
- 広島県
  - 太田川下流部干拓工事
    - 庚午干潟干拓 - 広島市
    - 段原沖合干拓
    - 江波 (広島市)#干拓と埋め立て
    - 宇品干拓

  - 海田町干拓地
  - 福山平野干拓（福山市）江戸時代初期から福山藩水野家により現在の福山市市街地の中南部、東部と順次干拓されてきたが江戸時代中期に転封された阿部家も事業を継承していく形で幕末から明治初期まで行われた。現在の福山中心市街地や東南部の大半はその干拓地にある。
  - 松永湾干拓 福山藩による干拓事業 現在の福山市松永町、柳津町、南松永町、高西町、尾道市高須町の大半はその干拓平野。
  - 沼隈半島干拓 福山藩による干拓事業
  - 竹原本川掘右岸干拓 - 竹原市
- 山口県
  - 中野開作 - 宇部市
  - きらら浜 - 山口市、国営干拓事業時代の事業名称は阿知須干拓地
  - 王喜干拓地 - 下関市
  - 三田尻海岸干拓 - 防府市
  - 周防国平田開作、東大泊入江開作、高泊開作、王喜開作
  - 浜五挺唐樋（干拓遺跡） - 山陽小野田市
  - 和木町干拓地
  - 錦川デルタ地帯干拓新田開発
- 徳島県
  - 金磯町芝生川河口干拓
  - 吉野川 (代表的なトピック)#新田開発と干拓
- 香川県
  - 坂出市北部干拓地
- 愛媛県
  - 日振新田干拓（宇和島市）
  - 国営燧灘干拓事業計画 - 西条市（旧楠河村）
  - 壬生川町地先海岸干拓
- 有明海沿岸（福岡県・佐賀県・長崎県・熊本県） - 江戸時代以前から干拓が始まり、250km2以上が陸化し筑紫平野を拡大させた。
  - 熊本県河口干拓地
  - 高道大相・長保地区干拓地 - 熊本県玉名市
  - 長洲干拓、横島干拓 - 熊本県玉名市・長洲町、江戸時代以降および、国営事業。
    - 横島町（現・玉名市） - 熊本県の北西部。横島（現在の外平山(横島山)にあたる）以外の町域はすべて江戸時代からの干拓により造成された土地

  - 三池干拓 - 福岡県大牟田市・みやま市（高田町）、1958年（昭和33年）から1970年（昭和45年）にかけ実施、国営事業。
    - 旧手鎌村や旧開村などでは、それ以前から干拓事業が行われていた。

  - 大和干拓 - 福岡県柳川市、1958年（昭和33年）から1970年（昭和45年）にかけ実施、国営事業。
  - 柳川干拓 - 福岡県柳川市、主に江戸時代以降。
  - 昭代干拓 - 福岡県柳川市、県営事業。
  - 有明干拓、福富干拓 - 佐賀県白石町、1938年から1978年にかけ実施、県営で着工し後に国営事業に移管。
  - 佐賀県鹿島市、佐賀市久保田・西与賀・東与賀・川副・諸富、神埼市千代田 - 江戸時代以前より実施、昭和前期に県営事業も実施。
  - 諫早平野 - 長崎県諫早市。
    - 諫早湾干拓事業 - 長崎県諫早市・諫早湾、1989年から2007年にかけ実施、国営事業。
- 佐賀県
  - 長浜干拓 - 伊万里市・伊万里湾。
  - 牧島干拓
- 長崎県
  - 針尾島早岐瀬戸沿岸・江上浦干拓事業
  - 早岐瀬戸干拓事業
  - 佐世保市但馬新田干拓
  - 相浦干拓 - 佐世保市、陸上自衛隊相浦駐屯地
  - 有馬川下流域干拓地 - 北岡新地・三原新地など
  - 谷江川河口部干拓地 - 壱岐島
- 熊本県
  - 八代干拓 - 八代海沿岸。
  - 羊角湾干拓事業 - 天草下島。自然環境保護の世論などから、1997年（平成9年）に干拓事業は廃止
- 大分県
  - 真玉海岸南部干拓
- 宮崎県
  - 宮崎市木崎地区干拓地
- 鹿児島県
  - 姶良平野松原干拓地（松原塩田）
  - 高江町干拓
- 沖縄県
  - 池間湿原干拓 - 池間島